# Доня Банда
42°58′ пн. ш. 17°19′ сх. д. / 42.96° пн. ш. 17.31° сх. д.
Доня Банда (хорв. Donja Banda) — населений пункт у Хорватії, у Дубровницько-Неретванській жупанії у складі громади Оребич.

## Населення
Населення за даними перепису 2011 року становило 149 осіб.
Динаміка чисельності населення поселення: